# Woolworth Building
Woolworth Building är en 241,4 meter hög skyskrapa i området Civic Center på nedre Manhattan i New York, New York, USA. 
Den har 57 våningar och är en av de äldsta och mest kända skyskraporna i New York. Efter 100 år var byggnationen fortfarande den 45:e högsta i USA.
Arkitekten hette Cass Gilbert och personen som lät uppföra byggnaden var affärsmannen F.W. Woolworth. Woolworth Building byggdes mellan 1910 och 1913 och var världens högsta skyskrapa mellan 1913 och 1930, dessförinnan var Met Life Tower det med sina 213,4 meter. Woolworthbyggnaden var världens högsta skyskrapa tills 40 Wall Street (à 282 meter) stod klar 1930.
Idag sker en konvertering av den gamla kontorsbyggnaden till att delvis innehålla bostäder som ett led i vitaliseringen av nedre Manhattan.